# Corynoptera roederi
Corynoptera roederi är en tvåvingeart som först beskrevs av Franz Lengersdorf 1931.  Corynoptera roederi ingår i släktet Corynoptera och familjen sorgmyggor.
Artens utbredningsområde är Norge. Inga underarter finns listade i Catalogue of Life.